# Vecpiebalga
Vecpiebalga è un comune della Lettonia appartenente alla regione storica della Livonia di 4.776 abitanti (dati 2009).

## Località
Il comune è stato istituito nel 2009 ed è formato dalle seguenti località:
- Dzērbene
- Ineši
- Kaive
- Taurene
- Vecpiebalga